# Monte Armetta
Il monte Armetta (1.739 m s.l.m.) è la montagna più alta delle Prealpi Liguri (nella sezione alpina Alpi Liguri). Si trova in provincia di Cuneo (Piemonte) non lontano dal confine con la Liguria.

## Toponimo
Secondo lo storico Emanuele Celesia il nome Armetta deriverebbe da quello del Dio Ermete, ma altri studiosi lo fanno invece dipendere al termine arma, con il quale nella zona si indicano le grotte.

## Descrizione

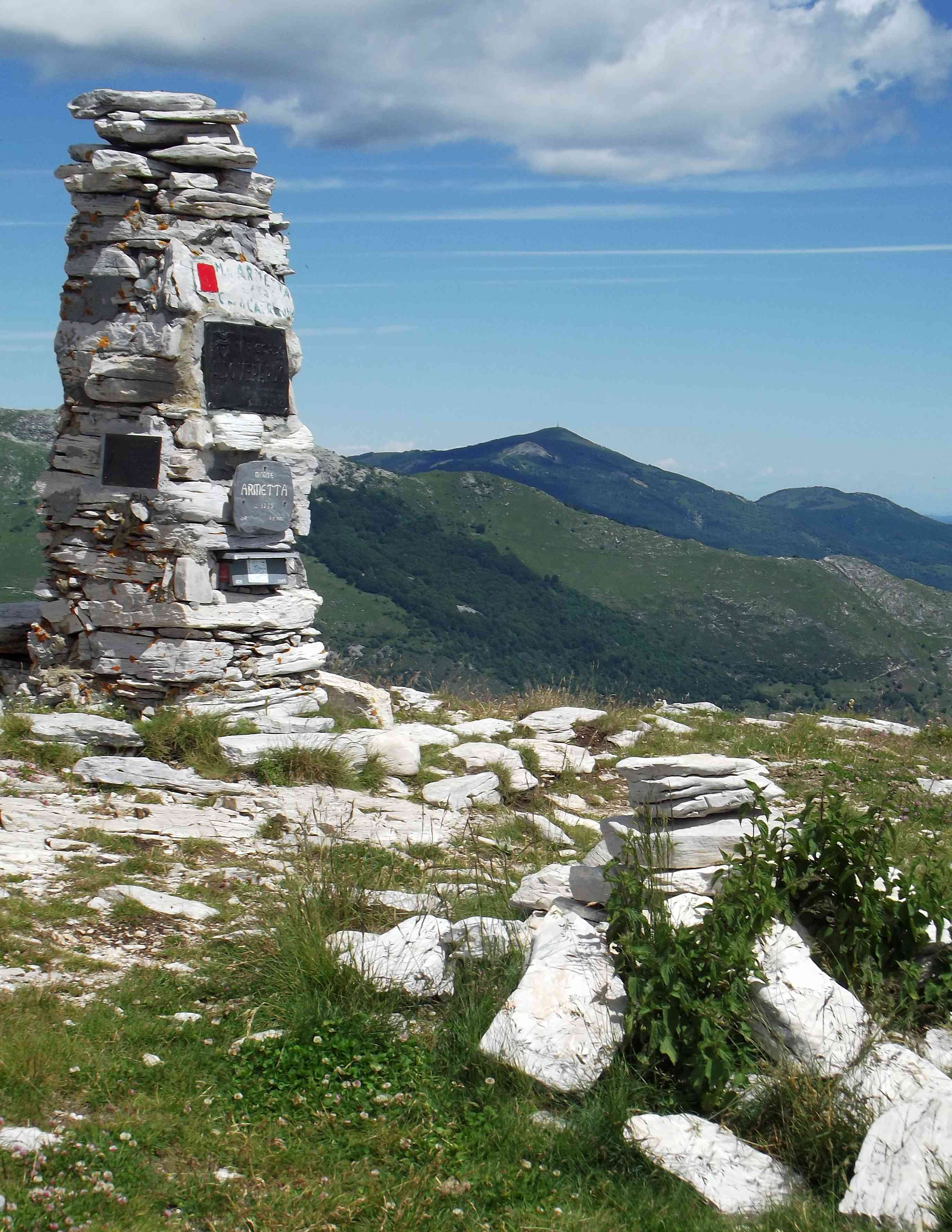
L'ometto sulla cima, sullo sfondo il Bric Mindino.

La montagna è collocata sulla catena principale alpina e sovrasta Ormea, riconoscibile per il particolare centro storico a forma di cuore. I suoi versanti esposti verso la val Tanaro sono rocciosi e dirupati, mentre i pendii che si affacciano verso il Mar Ligure sono decisamente più dolci e si presentano coperti di boschi e, più in quota, di ampie distese prative. Verso sud-ovest la Colla Bassa la separa dal Monte della Guardia, mentre a est il crinale spartiacque procede prima verso il monte Pesauto e poi, dopo il colle San Bartolomeo di Ormea, raggiunge il Monte Dubasso.
Amministrativamente la montagna è collocata al confine tra i comuni di Ormea e di Caprauna, entrambi in provincia di Cuneo.
Sulla cima, dalla quale si gode di un vastissimo panorama, sorge un ometto di pietrame. Nonostante la quota non molto elevata non è raro trovare le stelle alpine.

## Accesso alla cima

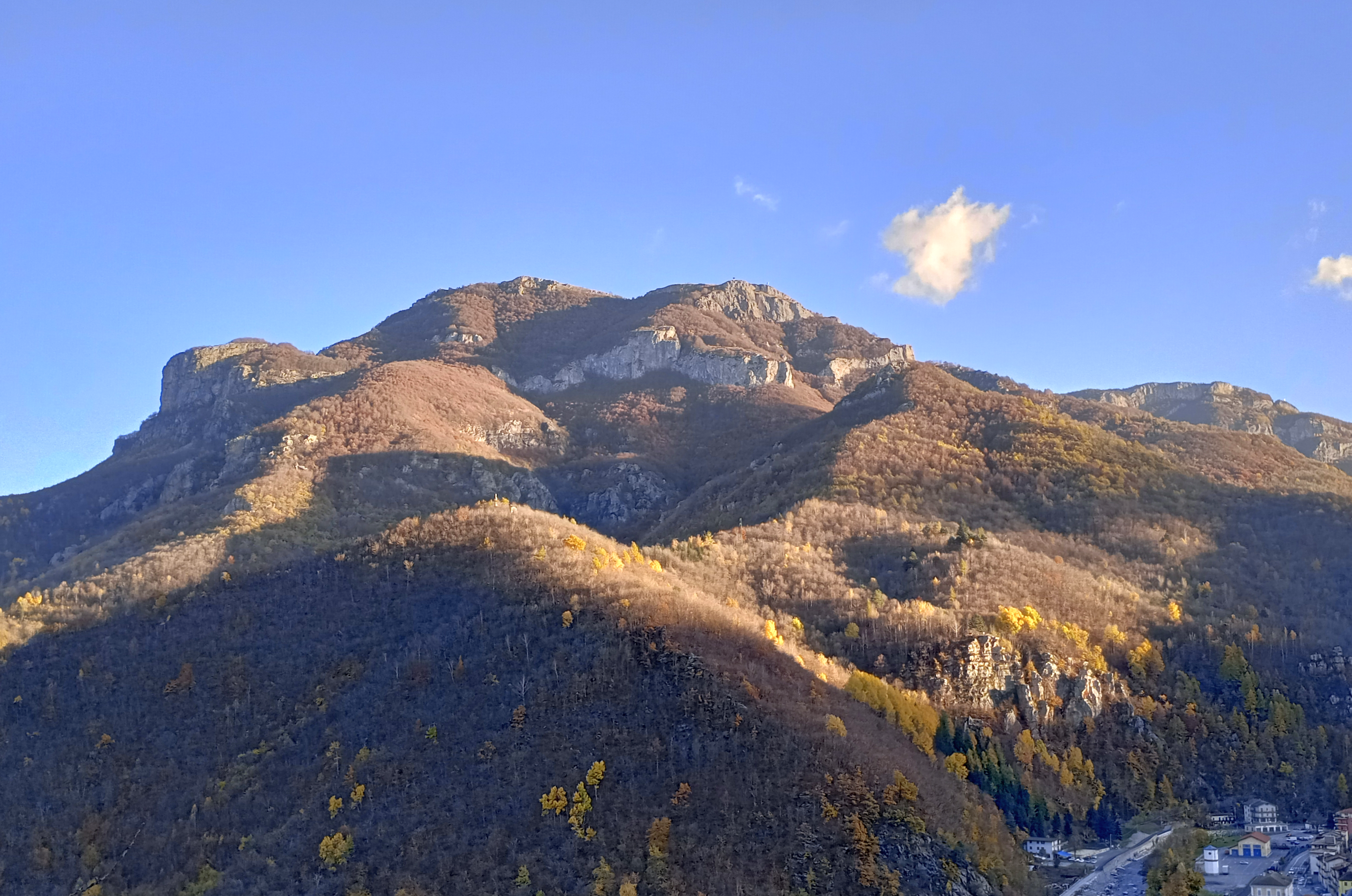
Vista dal fianco sinistro della Val Tanaro, nei pressi di Ormea

Il percorso dell'Alta Via dei Monti Liguri passa per la cima del monte Armetta collegandola con il colle di Caprauna (ad ovest) e con il monte Galero e il colle San Bernardo (a est).
Dai boschi di Bossieta, frazione di Ormea, parte un sentiero segnalato dal CAI che conduce alla vetta.
Si può salire al monte Armetta anche dal Santuario della Madonna del Lago (situato a un paio di km dal centro di Alto) per un sentiero segnalato. L'itinerario è valutato di una difficoltà escursionistica E e transita anche per il monte Dubasso.